# 美丽的鳍
〈美麗的鰭〉（日语：美しい鰭）是日本搖滾樂隊SPITZ的一首單曲。它於2023年4月12日作為環球音樂的第46張單曲發行。劇場版『名偵探柯南：黑鐵的魚影』的主題曲。

## 概要
這次以CD實體形式發行，是繼〈溫柔的那孩子〉後時隔3年10個月的實體單曲。
2023年2月15日，Spitz宣佈他們的原創專輯《ひみつスタジオ(秘密工作室)》將於同年5月17日發售。隨後在3月8日，專輯詳情公開，同時宣布此單曲將於4月12日實體發行。
B面曲〈祈りはきっと〉和〈アケホノ〉並未收錄於專輯《秘密工作室》中。
於2023年4月10日先行數位發行，同日也在YouTube進行了MV的首播。專輯《ひみつスタジオ(秘密工作室)》中還收錄了根據這首歌及MV改編的短片《烏滸がましい鰭》。
2023年5月15日，為紀念『黑鐵的魚影』票房突破100億日圓並上映滿一個月，YouTube發布了一支使用電影片段製作的特別影片。
截至2024年6月26日，該歌曲在Billboard JAPAN的串流媒體累積播放次數超過3億次。
2024年2月度，獲得日本唱片協會「串流媒體認證」 的「雙白金認證」。